# Ботанический сад Самарского университета
Ботанический сад Самарского университета — памятник природы регионального значения, расположенный в Октябрьском районе города Самары. Один из крупнейших в России и старейших ботанических учреждений на Средней Волге. Единственный сад во всем Среднем Поволжье, имеющий оранжерею.
Сад организован в 1932 году в составе НИИ по изучению и охране природы Средневолжского края по инициативе его директора В. И. Смирнова.
С 1975 года ботанический сад является подразделением Самарского национального исследовательского университета им. академика С.П. Королева и включает в свой состав следующие научные отделы:
- флоры (участки редких и исчезающих растений, рокарий, альпийская горка),
- дендрологии (участки местной флоры, дендрарий, лиановых растений, питомник),
- цветоводства (участки сортовых многолетников, декоративных дикорастущих растений, розарий, декоративный центр),
- тропических и субтропических культур (оранжерея), и хозяйственный отдел[3].

Коллекция растений сада насчитывает более 3500 видов, более 900 из них — деревья и кустарники.

## Общие положения

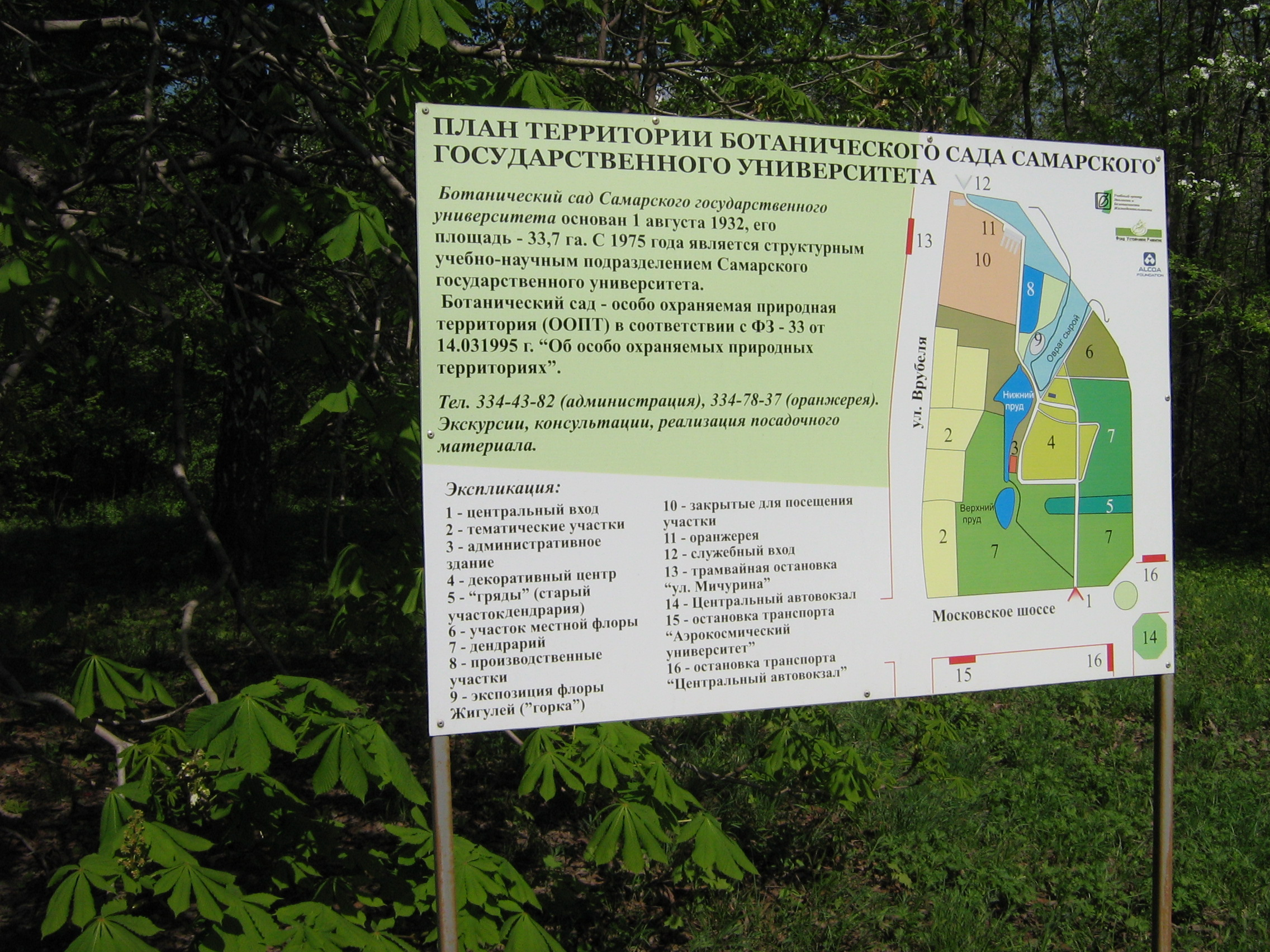
План территории сада

Ботанический сад Самарского университета располагается в центре Октябрьском района города Самары (близ верховьев Постникова оврага), занимает площадь около 40 га.
На территории сада находятся два пруда, созданных за счёт плотин оврага, устье которого выходит к Волге. Большую часть территории занимает дендрарий площадью около 21 га, собравший более 700 видов растений различного географического происхождения (Северная и Южная Америка, Африка, Дальний Восток и др.). Также на территории сада расположены: коллекционные участки роз, питомник, плодовый сад, альпийская горка. Имеется оранжерея площадью около 1200 м² с отделами тропических и субтропических растений.
Ботанический сад является учебной базой не только Самарского университета, но и педагогического, медицинского государственных университетов, медицинского училища, сельскохозяйственных техникумов. Разнообразие коллекции ботанического сада (более 3 тысяч таксонов растений) позволяет осуществлять учебные и производственные практики студентов и аспирантов, позволяя им выполнять дипломные работы и диссертационные изыскания.
С момента основания и по настоящее время Самарский ботанический сад переписывается и обменивается семенами с 200 ведущими садами мира. Кроме того, он ведёт исследовательскую работу по подбору деревьев для озеленения города.
В своей деятельности сад руководствуется «Типовым положением о государственных ботанических садах», имеет научные отделы: флоры, дендрологии, цветоводства, тропических и субтропических культур. Ежегодно оранжерею ботанического сада и дендрарий посещает до 300 групп экскурсантов (10–12 тысяч человек). Всего же ботанический сад посещают в течение года до 100 тысяч человек.

## История
В 1860 году на месте ботанического сада располагался фруктовый сад самарского мецената Аннаева. Через некоторое время территория сада перешла к купцу Василию Борщёву. Именно при Борщёве в саду появляются редкие виды растений — посажены три голубых ели родина которых — Северная Америка.
Сад был заложен по инициативе директора научно исследовательского института по изучению и охране природы Средневолжского края В. И. Смирнова. Датой основания сада принято считать 1 августа 1932 года. Уже через год — в 1933 г. — сад открылся для экскурсий. На тот момент его территория превышала 35 гектаров.
В период с 1932 по 1940 годы происходит планомерная организация сада: формирование дендрария, сбор коллекций, обмен семенами с другими садами и т. д. За это время на территории, согласно каталога ботанического сада, выращивается свыше 1000 наименований таксонов.
В 1935–1936 гг. в саду была построена оранжерея, предназначенная для научной работы и проведения тематических экскурсий. В дальнейшем оранжерея неоднократно достраивалась и реконструировалась.
Во время Великой Отечественной войны лесная роща сада была вырублена, почти полностью оказались утерянными коллекция дендрария — его площадь сократилась до 1 гектара. Оставшаяся часть сада была отдана населению под огороды.
Послевоенное восстановление сада проходило с 1947 по 1961 годы. В это время вновь собираются и закладываются питомники, идёт сбор и обмен коллекциями с садами СССР и зарубежья. Также в этот период администрацией сада от городского исполкома был получен акт на бессрочное пользование землёй. Сад обносится деревянной изгородью, строятся электролиния, водопровод, достраивается оранжерея.
В 1954 году была сформирована альпийская горка высотой более 10 м. На ней начата посадка растений, привезённых из Жигулевских гор, Кавказа и Карпат.
С 1962 по 1974 годы ботанический сад находится в ведении педагогического института. В эти годы реконструирована оранжерея, асфальтируются основные пешеходные тропы, в частности, дорога до нижнего пруда. Проводится активное занятие интродукцией растений. Последнее позволило саду в 1964 году стать одним из шести видных ботанических учреждений, включённых в Совет ботанических садов Урала и Поволжья.

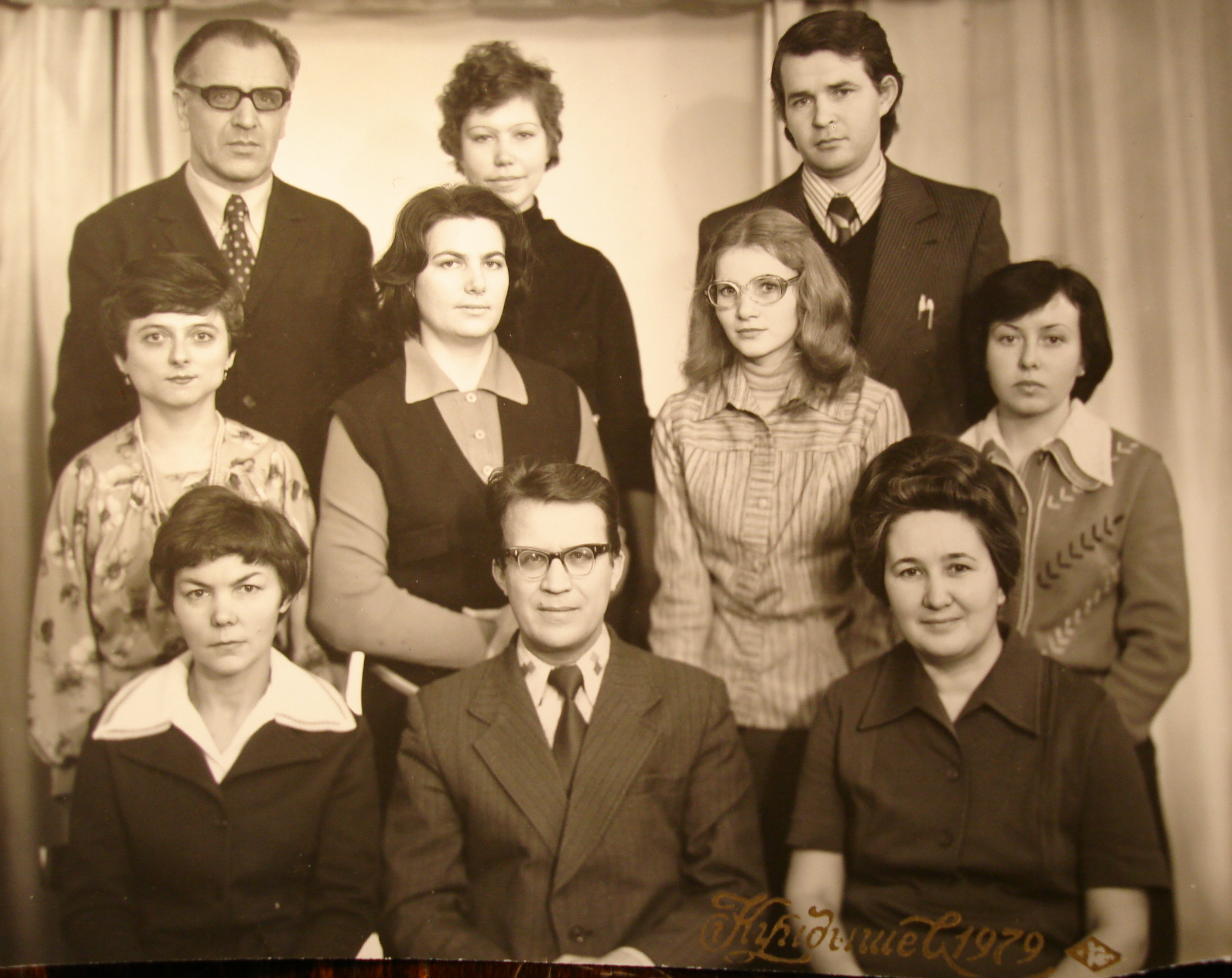
Коллектив кафедры ботаники Куйбышевского государственного университета, 1979 г.

С 1975 года и по настоящее время — сад является подразделением Самарского (ранее - Куйбышевского) государственного университета. Первоначально сад являлся учебно-вспомогательным подразделением кафедры ботаники университета (под руководством Матвеева Н.М.), но уже с 2003 года входит в реестр научно-исследовательских подразделений (в части научной деятельности).
Следует отметить, что в семидесятые годы район нахождения сада видоизменяется под влиянием антропогенного фактора. Фруктовые сады, находившиеся рядом с ботаническим садом, сменила многоэтажная жилая застройка. В связи с этим сад стал выполнять ещё одну социально-значимую роль — объекта для ежедневного и еженедельного циклов рекреации — происходит формирование рекреационной зоны на базе ботанического сада.
С 1977 года Куйбышевский ботанический сад имеет статус государственного памятника природы (решение РИК № 248 от 25.10.77 г., Решение Горисполкома № 1037 от 24.12.91 г.), а с 1995 года — статус особо охраняемой природной территории
.
С 1977 года в саду создаётся участок редких и исчезающих растений (более 100 видов, занесённых в Красную книгу Российской Федерации). Открытие участка позволяет развиться направлению «Научные основы охраны, воспроизводства и рационального использования редких и исчезающих видов растений» — проводятся фенологические наблюдения, изучается возможность выращивания редких растений с целью возвращения их в природные места обитания.
С 1997 года ботанический сад является членом Международного совета ботанических садов по охране растений (Botanic Gardens Conservation International — BGCI). В рамках совместных проектов BGCI, сад участвует в Международной программе «Поддержка сохранения биоразнообразия в ботанических садах России».
После реорганизации СГАУ и Самарского государственного университета в 2016 году и по настоящее время ботанический сад является подразделением Самарского национального исследовательского университета им. академика С.П. Королева. В 2017—2019 годах была проведена реконструкция.

## Биологическое разнообразие

### Общие сведения
Биологическое разнообразие сада характеризуется большим числом интрадуцированных таксонов. Помимо экзотических видов, представленных в закрытой оранжерее сада, на открытых грунтах произрастают такие виды растений как ива белая, клён американский, тополь чёрный, бересклет бородавчатый и другие.
На мелководьях прудов встречаются рогоз узколистный и широколистный, тростник обыкновенный, ситник членистый. Обширно разрастается череда трёхраздельная, рдест Берхтольда, водокрас обыкновенный, кувшинка снежно-белая.

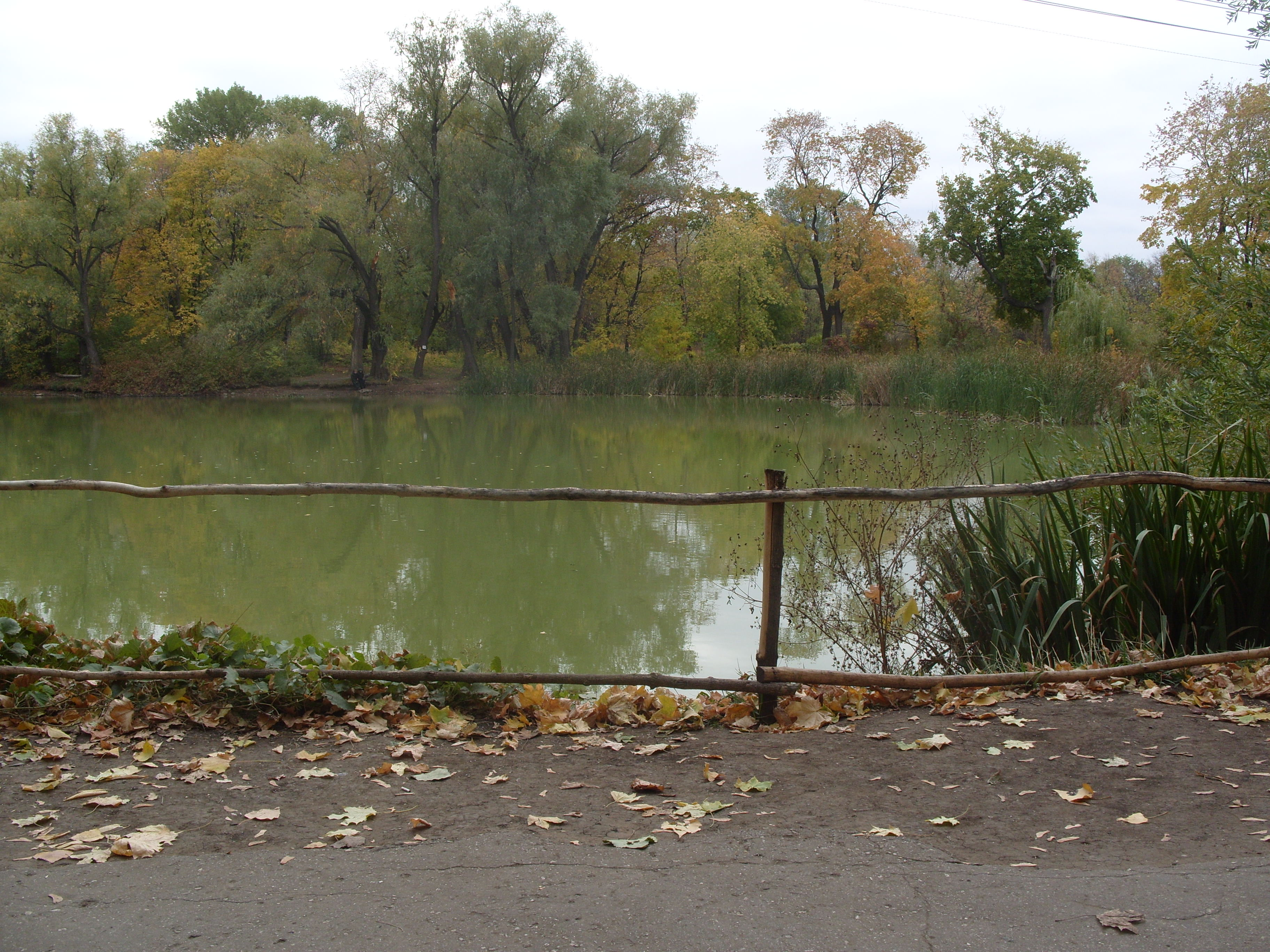
Вид на пруд сада

Общее число таксонов растений, представленных в саду превышает три тысячи. Среди них:
- участок цветочно-декоративных растений включает 778 видов и сортов, относящихся к 52 семействам, причём наибольшее число видов и сортов насчитывается в коллекциях семейств Ирисовые (134 таксона), Пионовые (100 таксонов), Лилейные (54 таксона)[4].
- общее число таксонов древесных растений, в различные годы присутствовавших в дендрологической коллекции ботанического сада, составляет 1099, из них к настоящему моменту представлен 921 таксон[23].
- участок лиановых растений насчитывается 10 семейств, 18 родов и 110 видов, форм, сортов и гибридов лиановых растений[24].
- коллекция отдела флоры насчитывает 169 видов растений из 34 семейств.
- коллекция роз в 2006 году насчитывала 89 сортов из 13 садовых групп[4].
- в фитопланктоне водоемов сада зарегистрировано более ста таксонов водорослей Среди них: диатомовые и зелёные водоросли. При этом основную биомассу фитопланктона составляют синезеленые и золотистые водоросли[25].

Разнообразна и фауна ботанического сада. На его территории можно встретить белок, ежей и других мелких млекопитающих. Отдельно стоит выделить авифауну, которая включает более 60 видов птиц. К основным обитателям сада можно отнести воробьинообразных (более 40 видов). Широко представлены соколообразные (чёрный коршун, тетеревятник, кобчик и другие), голубеобразные (вяхирь, горлицы) и дятлообразные (белоспинный дятел, вертишейка и другие). Также в саду встречаются серая цапля, кряква, камышница.

### Редкие и исчезающие виды
Выбор видов, перспективных для сохранения в культуре, проводится в ботаническом саду на основе первичных интродукционных испытаний материала, взятого из природных сообществ в форме семян и живых растений. Коллекция редких и охраняемых растений ежегодно пополняется местными видами и на текущий момент включает более 100 наименований.
В настоящее время на территории ботанического сада произрастают 65 таксонов, включённых в Красную книгу Самарской области, 5 редких и уязвимых таксонов, не включённых в Красную книгу Самарской области, но нуждающихся в постоянном контроле и наблюдении, а также 3 вида, исчезнувших с территории этой области за последние 50 лет 
На территории Самарского ботанического сада было выявлено 773 вида насекомых из 15 отрядов, 123 семейств и 553 родов. Из них три вида — включены в Красную книгу РФ и семь — в Красную книгу Самарской
области.

### Коллекция оранжереи
Оранжерейное хозяйство начало работать в 1932 году, при организации сада. Сначала это была маленькая полуподвальная теплица, в которой высевались семена разнообразных растений, выращивался посадочный материал для открытого и закрытого грунта. В дальнейшем оранжерея неоднократно реконструировалась и достраивалась.
В настоящий момент коллекционный фонд оранжереи располагается в двух крупных залах. Общая площадь оранжереи составляет 1200 м², высота - 6 м. Оранжерея состоит из 2х отделений с различными температурными режимами – тропическим и субтропическим и 4х пристроенных к ней теплиц. Коллекция тропических и субтропических растений насчитывает 1187 видов,
форм и сортов, относящихся к 113 семействам и 362 родам.
В оранжерейной коллекции цветут и плодоносят: инжир, кофе, авокадо, гуаява, цитрусовые и ряд других видов плодовых растений. Даже в холодное время года, когда у большинства растений наступает период покоя, продолжают цвести муррайя, лимон и фейхоа.